# NigComSat-1
NigComSat-1はナイジェリアの通信衛星。衛星製造についての最初の契約は2004年に交わされた。2007年5月13日に中国の西昌衛星発射センターから長征3号Bロケットによって打ち上げられ、アフリカ初の静止軌道通信衛星となった。運用はNIGCOMSATと国家宇宙研究開発機関が行った。
ナイジェリア3機目の人工衛星であり、15年の設計寿命だったが、2008年11月11日電力システムの故障により放棄された。

## 性能
中国のDFH-4衛星バスを元に作製され、以下のトランスポンダを搭載していた。
- 4 Cバンド
- 14 Kuバンド
- 8 Kaバンド
- 2 Lバンド

アフリカの大部分をカバーしており、Ka-bandはイタリアもカバーする設計であった。

## 中国の衛星輸出
NigcomSat-1は中国の衛星輸出ビジネスにとってのマイルストーン的存在だった。衛星の製造から打上げ、地上施設建設、計画融資、保険、研修を含めた事業の受注は中国航天科技集団公司にとって初めてあった。

## 故障と代替機
2008年11月10日、解析および他の衛星との衝突の可能性を回避するため、衛星のモードが切り替えられた。NIGCOMSATによればエマージェンシーモードに切り替えていたという。結局翌日の11日には電力が失われ衛星は放棄された。
2009年3月24日、ナイジェリア連邦科学技術省とNIGCOMSAT、CGWICは代替機としてNigComSat-1Rの契約を行った。NigComSat-1RにもDFH-4衛星バスが使用され、2011年12月20日に打ち上げられた。